# Internet-knudepunkt
Et internet-knudepunkt eller internet-udvekslingspunkt (engelsk Internet exchange point; IX eller IXP) er den fysiske it-infrastruktur hvorigennem internetudbydere og Content Delivery Networks (CDNs) udveksler internettrafik mellem deres netværk (autonomous systems; AS).
Et IXPs formål er at forbedre udvekslingen af data mellem datanet. IXPere indgår i den globale internetstruktur. Mange lokale internetudbydere (ISPere) er koblet på IXPene.
Hvis en internetudbyder ikke er forbundet til en IXP vil data fra en lokal geografisk bruger til en anden lokal geografisk bruger (hos en anden internetudbyder) skulle en tur til fx udlandet - for så at komme tilbage til det samme lokale geografiske område. Denne omvej giver unødig dataforsinkelse og dataforsinkelsesvariation - og fylder internetudbydernes udenlandske dataforbindelser op, hvilket koster dem og deres brugere penge. Herudover bliver internetudbydernes (og brugernes) dataforbindelse mere fejltolerant grundet flere dataveje mellem internetudbyderne.

## Liste over danske Internet exchange points
- Danish Internet Exchange Point (DIX)
- Content-IX
- COMIX